# Harriet Beecher Stowe
Harriet Elizabeth Beecher Stowe (14. juni 1811 – 1. juli 1896) var en amerikansk forfatter, som bl.a. skrev bogen Onkel Toms hytte, som havde stor betydning for samtidens opfattelsen af slaveriet. Bogen blev i dens første år solgt i 300,000 eksemplarer i USA. En million eksemplarer blev solgt i Storbritannien.